# ロン・ウルフ
ロン・ウルフ（Ron Wolf、1938年12月30日 - ）は、アメリカ合衆国ペンシルベニア州ニューフリーダム（ピッツバーグ近郊）出身の元NFLのグリーンベイ・パッカーズのゼネラルマネージャー。

## 経歴
彼は1963年から1975年までオークランド・レイダースでスカウトを行い、レイダースの1970年代から1980年代初めにかけての成功に貢献した。 アート・シェル、ジーン・アップショー、ケン・ステイブラー、ジャック・テイタムらをドラフトで獲得、チームは1977年1月の第11回スーパーボウルを制した。
その後彼は1975年に翌年からNFLに加入するエクスパンションチームであるタンパベイ・バッカニアーズの副社長となりチームがわずか4年でプレーオフに出場する土台作りを行ったが1978年2月に個人的事情として辞任した。その理由としてヒュー・カルバーハウスオーナーがチームの運営に口をはさんでくるようになり嫌気が差したのだと信じられた。同年彼はレイダースに復帰した。この時代ハウィー・ロング、マーカス・アレン、マット・ミレンをチームは獲得、1984年に第18回スーパーボウルを制した。 
1990年に彼はニューヨーク・ジェッツに移り、1991年の11月にジェッツを退団しグリーンベイ・パッカーズのゼネラルマネージャーとなった。
彼はヘッドコーチとしてマイク・ホルムグレンを招き、アトランタ・ファルコンズの控えクォーターバックであったブレット・ファーヴをトレードで獲得した。このトレードの際にはファーヴの古傷に対するメディカルチェックが行われ不適格といったんは判断されたがウルフの強権でトレードが実現した。
またフリーエージェント制度が導入された1992年にレジー・ホワイトと契約を結びチーム守備陣のリーダーとした。この年にはサンタナ・ドットソン、ショーン・ジョーンズも獲得している。彼ら3人とドラフトで獲得したギルバート・ブラウンの4人によるフロントラインはチーム守備の柱となった。ゼネラルマネージャーとして9年間で彼が挙げた成績は92勝52敗、勝率.639であり、この期間の成績ではサンフランシスコ・フォーティナイナーズに次いで2位であった。パッカーズは第31回スーパーボウルでニューイングランド・ペイトリオッツを破り第2回スーパーボウル以来29年ぶりの優勝、第32回スーパーボウルでデンバー・ブロンコスに敗れたもののウルフの作り上げたチームは6回のプレーオフ進出を果たした。2001年2月にGMを辞任することを表明、4月のドラフトなどが終わった後、同年6月に正式にGMを退いた。ヘッドコーチだったマイク・シャーマンがGMを兼任することとなった。
彼の在任中（1992年-1999年）にチームがドラフトで指名した選手64名のうち、75%にあたる48名が1999年もNFLでプレーした。また将来の先発QBを指名する才能にも長けていて、ドラフト4巡目以降でタイ・デトマー（1992年ドラフト9巡）、マーク・ブルネル（1993年ドラフト5巡）、マット・ハッセルベック（1998年ドラフト6巡）、アーロン・ブルックス（1999年ドラフト4巡）らの指名も行った。
2004年1月)から6ヶ月ほど、クリーブランド・ブラウンズのヘッドコーチとなったブッチ・デービスのコンサルタントを行った。2008年12月にはシーズン16戦を全敗したどん底状態のデトロイト・ライオンズの再建に適した人材として名前が挙がった。
2000年にはパッカーズの殿堂入りを果たしている。

## 人物
2012年6月、グリーンベイ・ガゼット・プレスの取材に対して、ブレット・ファーヴの加入まではパッカーズ史上最高の選手はドン・ハトソンだったが、現在チーム史上最も偉大な選手はファーヴだと語った。